# Aeroportul Richards Bay
Aeroportul Richards Bay (IATA: RCB, ICAO: FARB) este un aeroport din Richardsbaai, uMhlathuze Local Municipality⁠(d), King Cetshwayo District Municipality⁠(d), Provincia KwaZulu-Natal, Africa de Sud.
Situat la o altitudine de 33 m, aeroportul dispune de o singură pistă.